# Wasserzell (Ansbach)
Wasserzell è un quartiere della città indipendente di Ansbach, appartenente al distretto governativo della Media Franconia in Baviera. 
Si trova ad un'altezza di 405 m s.l.m. e sulle rive del fiume Rezat della Franconia.

## Storia
Presumibilmente nacque come zona logistica del monastero di  San Gumberto, fondato nell'VIII secolo. Viene citato per la prima volta come località nel 1303.
Fino alla riforma amministrativa  bavarese del 1972, Wasserzell apparteneva alla disciolta municipalità di Neuses bei Ansbach.

## Da vedere
Particolarmente interessanti sono il mulino sul Rezat, risalente al 1756 e la casa n. 4, una casa a graticcio con tetto a due spioventi, risalente al 1704.

## Trasporti
Una strada collega la frazione alla vicina Steinersdorf, anch'essa frazione di Ansbach, una seconda alla strada federale 13, che porta a Strüth, altra frazione di Ansbach.